# Iodva
Iodva (en rus: Ёдва) és un poble (un possiólok) de la República de Komi, a Rússia, segons el cens del 2010 tenia 1.183 habitants.